# Grammatica normativa
La grammatica normativa (detta anche grammatica prescrittiva) stabilisce una serie di norme basate sul modello di lingua proposto dalle persone colte e dalla letteratura: norme atte a regolare la fonologia, la morfologia e la sintassi di una lingua; a questi livelli d'analisi si aggiunga l'ortografia (relativa alla grafematica), nella quale si fanno rientrare le regole di buona scrittura e di punteggiatura.
Differentemente da quella descrittiva, interessata a spiegare i fenomeni linguistici per come sono (senza stabilire cosa è giusto o da evitare), la grammatica normativa offre un'analisi sistematica delle parti del discorso e impone regole fondate sulle convenzioni e l'uso degli autori più prestigiosi ma anche, implicitamente, sulla logica intrinseca -semantica (e quindi concettuale) nonché fonetica (che considera ripetizioni, assonanze, ecc.)- delle parole e proposizioni.